# Fabio Masala
Fabio Masala (Sassari, 24 ottobre 1940 – Cagliari, 12 dicembre 1994) è stato un educatore, critico cinematografico e giornalista italiano.
Fondatore della Cineteca Sarda, è stato un intellettuale e operatore culturale attivo nel movimento nazionale e internazionale dei circoli del cinema e impegnato per promuovere la cultura critica e i diritti del pubblico.

## Biografia
Dopo aver frequentato il liceo scientifico a Sassari, nel 1958 si trasferisce a Cagliari per studiare matematica all’Università (si laureerà poi in Pedagogia con una tesi sul lavoro educativo della Cineteca Sarda). Qui frequenta il CUC (Centro Universitario Cinematografico), nato pochi anni prima nel 1953, e milita nella Federazione Giovanile Socialista Italiana del PSI iniziando la collaborazione con Avanti!
Quando nel 1959 il "Progetto Sardegna" (un intervento di educazione degli adulti finalizzato allo sviluppo di un’area arretrata fra Oristano, Bosa e Macomer) promosso dall’OECE entra nel vivo, il coordinatore del settore audiovisivi, Filippo Maria De Sanctis, coinvolge come animatori un gruppo di studenti universitari del CUC di Cagliari, fra i quali lo stesso Masala. Fra De Sanctis, studioso fiorentino ed esperto di cinema e formazione, e Masala si instaura uno stretto rapporto di amicizia e professionale che durerà negli anni.
Masala lavora attivamente al "Progetto Sardegna", prosegue nell’impegno politico e nel 1961 partecipa alla prima Marcia per la pace Perugia-Assisi promossa da Aldo Capitini, all’epoca professore di Pedagogia all’Università di Cagliari.
Nel 1963, quando l’esperienza del Progetto Sardegna ha termine, la Società Umanitaria Fondazione Prospero Moisè Loria, un ente filantropico con sede a Milano coinvolto nel progetto di alfabetizzazione degli adulti, apre un centro di servizi culturali (CSC) a Cagliari e ne affida la direzione a Fabio Masala.
Tra il 1963 e il 1965 si sviluppa nell’isola un vasto movimento di circoli del cinema con ampia diffusione fuori dalle città e nei paesi dell’interno dell’isola e Masala ne è attivo organizzatore. Dopo l’approvazione della legge Corona nel 1965 che riconosce formalmente le federazioni di circoli del cinema, buona parte dei circoli sardi aderiscono alla FICC (Federazione Italiana dei Circoli del Cinema) e inizia a farsi strada la cosiddetta “linea sarda della FICC” il cui elemento caratterizzante non è l’interesse artistico o politico per il cinema di qualità, ma un’accentuata attenzione ai problemi del controllo dalla base dei mezzi di comunicazione di massa e all’organizzazione del pubblico con metodologie critico-collettive di lettura degli audiovisivi.
Nel giugno del 1966, nell’ambito delle attività della Società Umanitaria, numerose associazioni, sezioni e circoli di base del movimento cooperativo, sindacale e culturale, aderirono al convegno che fonda la Cineteca Sarda di cui Fabio Masala è direttore fino alla data della morte.
A cavallo fra gli anni Sessanta e Settanta Masala si impegna nei Gruppi di Controllo della Radiotelevisione che monitorano la programmazione televisiva a sostegno delle denunce e proteste dei lavoratori in lotta con particolare attenzione ai telegiornali. Negli anni successivi il movimento si sviluppa a livello nazionale coinvolgendo la FICC, l’ARCI e la Società Umanitaria e trovando spazio in iniziative politiche e sindacali come il convegno nazionale su “Radio TV, informazione e democrazia” promosso dal Partito Comunista Italiano a fine marzo 1973.
Intanto il lavoro della Società Umanitaria in Sardegna si è esteso con altri centri di servizi culturali ad Alghero e Iglesias-Carbonia istituiti dalla Cassa del Mezzogiorno (CASMEZ) in base alla Legge 26 giugno 1965, n. 717 e Masala assume il ruolo di direttore regionale . La Cineteca Sarda si rafforza e in sinergia con i circoli del cinema svolge un’azione capillare di promozione culturale attraverso il cinema nei centri urbani, nelle periferie e nei paesi dell’interno. Fabio Masala coordina questo processo animato da un forte spirito pedagogico coinvolgendo nella formazione generazioni di giovani, operai, intellettuali, dirigenti, casalinghe, insegnanti, operatori culturali, sindacalisti e politici regionali.
Negli anni Ottanta contribuisce alla nascita della Associazione sarda di educazione degli adulti (ASEA) e della Associazione italiana di educazione degli adulti (AIDEA) del cui direttivo fa parte, ma l’impegno si amplia in una prospettiva internazionale dapprima nel comitato esecutivo dell’International Federation of Film Societies (IFFS) quindi nell’European Children's Film Association (ECFA). Ed è proprio nell’ambito dell’attività dell’IFFS che nel 1987, al congresso mondiale di Tábor, in Cechia, su iniziativa di Filippo M. De Sanctis e Fabio Masala viene approvata la Carta dei diritti del pubblico, detta anche Carta di Tabor. A precedere l’evento di Tábor, Masala nel 1983 si era fatto promotore di un convegno internazionale sui diritti del pubblico svoltosi a Perugia dall’1 al 4 dicembre.
Nel 1986 la Cineteca Sarda promuove il primo dei cinque convegni "Cinemacittà", un incontro annuale per offrire alle varie istanze culturali cagliaritane l’occasione di confrontarsi e coordinarsi. Il convegno è anche occasione per i filmmaker sardi di presentare i loro lavori per la prima volta in una vetrina collettiva. È proprio intorno a questa iniziativa che nasce, grazie anche al fondamentale contributo di Peppetto Pilleri, operatore del CSC, il progetto di un centro di documentazione sulla cultura audiovisiva della Sardegna.
Nel 1988 la Società Umanitaria apre il Centro di formazione professionale (CFP) la cui direzione generale è in capo a Fabio Masala e quella scientifica è affidata a Salvatore Pinna, operatore del CSC di Cagliari e destinato a sostituire Masala nei ruoli di coordinamento dopo la sua scomparsa. Il CFP opera fino al 1993 nel campo della formazione culturale con particolare riguardo verso le professioni di bibliotecario, operatore culturale e operatore museale. Inoltre, gestisce un complesso progetto di recupero dell’identità culturale rivolto agli emigrati sardi di seconda generazione in Belgio, Francia e Germania.
Chiusa l’esperienza di "Cinemacittà", nel 1993 e nel 1994 si organizzano a Cagliari i due convegni "La Sardegna nello schermo" che daranno vita al nuovo corso della Cineteca Sarda. Masala è particolarmente coinvolto nell’organizzazione degli eventi e la notte precedente l’avvio del convegno del 1994 muore improvvisamente all’età di cinquantaquattro anni.

## Il pensiero e il lavoro educativo
Fabio Masala ha sempre sviluppato la sua azione pedagogica ispirato ai valori della cultura marxista e gramsciana in cui si riconosceva e in linea con le pratiche della pedagogia libertaria sviluppate dal pedagogista brasiliano Paulo Freire e in Italia da Don Milani e dalla Scuola di Barbiana. Al fondo di una precisa idea e pratica pedagogica c’è la convinzione, condivisa ed elaborata con Filippo M. De Sanctis, che il pubblico dei media, e in particolare del cinema, debba essere riconosciuto come una classe sociale con il diritto di riscattarsi dalla condizione di subalternità a cui è costretto dal potere dei media.
La pratica educativa promossa da Masala segue metodologie attive di incontro e confronto attuate principalmente attraverso la discussione del film in gruppo, considerato il momento paradigmatico del processo di presa di coscienza del pubblico. La discussione è un confronto fra pari dove non esistono gerarchie o privilegi e l’unica autorità è quella del coordinatore che, in una sorta di moderna maieutica, deve limitarsi a favorire in ogni partecipante al gruppo la possibilità di esprimersi su quanto accomuna la loro esperienza di spettatori in quel determinato momento, ossia la visione del film. In ogni discussione del film si crea una comunità interpretativa capace di dare senso a quanto appare sullo schermo in relazione alle caratteristiche e alla composizione del gruppo.
Questa pratica educativa, perfezionata e raffinata negli anni anche con i numerosi collaboratori, fra i quali oltre i già citati Filippo M. De Sanctis, Salvatore Pinna e Peppetto Pilleri bisogna ricordare almeno Franco Caruso, docente e grafico, Nora Racugno, insegnante, Chicco Mura, docente universitario, è stata proposta nei contesti più vari – dai circoli del cinema alla scuola, dalle sezioni di partito alle aule universitarie, dalle sedi sindacali alle biblioteche dei piccoli paesi, dai percorsi di aggiornamento degli insegnanti alla formazione professionale – e ha contribuito a formare generazioni di politici, sindacalisti, docenti della scuola e dell’università, comuni cittadini, intellettuali, operatori culturali.
Fabio Masala ha una produzione saggistica pubblicata su riviste scientifiche quali «EDA. Educazione degli adulti», «Scuola e città», «Educazione permanente». Ha inoltre pubblicato tre libri.

## Opere
Pubblico e cineteche. Nuove frontiere del lavoro educativo all’uso del cinema, Roma, Bulzoni, 1983 (con F. M. De Sanctis)
Il diritto alla risposta. Educazione degli adulti e mezzi audiovisivi di comunicazione di massa, Cagliari, CUEC, 1985
Pubblico e comunicazione audiovisiva, Roma, Bulzoni, 1986
Il diritto alla risposta. Educazione degli adulti e mezzi audiovisivi di comunicazione di massa, Ortacesus (CA), Sandhi editore, 2024 (nuova edizione ampliata)